# Banc Mundial
|  | No s'ha de confondre amb Grup del Banc Mundial. |

El Banc Mundial és una institució financera internacional que proporciona préstecs als països en vies de desenvolupament per als programes de capital. Es compon de dues institucions: el Banc Internacional per a la Reconstrucció i el Desenvolupament (BIRD) i l'Associació Internacional de Foment (AID). El Banc Mundial és un component del Grup del Banc Mundial, i membre del Grup per al Desenvolupament de les Nacions Unides.
El Banc Mundial treballa amb una altra entitat, el Fons Monetari Internacional (FMI), el qual dona finançament per a alleugerir els problemes en la balança dels pagaments del deute. Ambdós són coneguts com a "Institucions de Bretton Woods", ja que la conferència internacional que va dur a la creació d'aquestes institucions i on es van signar els Acords de Bretton Woods es va portar a terme al poble homònim, Bretton Woods, part del municipi de Carroll, a l'estat de Nou Hampshire (Estats Units d'Amèrica), de l'1 al 22 de juliol de 1944.
L'objectiu oficial del Banc Mundial és la reducció de la pobresa. D'acord amb el seu Conveni constitutiu, totes les seves decisions han de ser guiades per un compromís amb la promoció de la inversió estrangera i el comerç internacional i la facilitació de la inversió de capital.

## Història

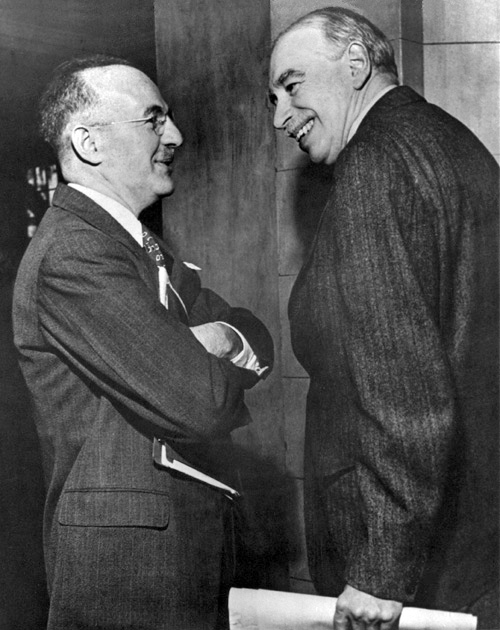
John Maynard Keynes (dreta) i Harry Dexter White, els "pares fundadors" del Banc Mundial i el Fons Monetari Internacional (IMF).

El Banc Mundial va ser creat a la 1944 a la Conferència de Bretton Woods, juntament amb tres altres institucions, incloent el Fons Monetari Internacional (IMF). El Banc Mundial i l'IMF tenen tots dos la seva seu a Washington DC, i treballen estretament entre si. No va ser, però, fins a la ratificació internacional dels Acords de Bretton Woods el 27 de desembre de 1945 que no va començar a funcionar formalment.

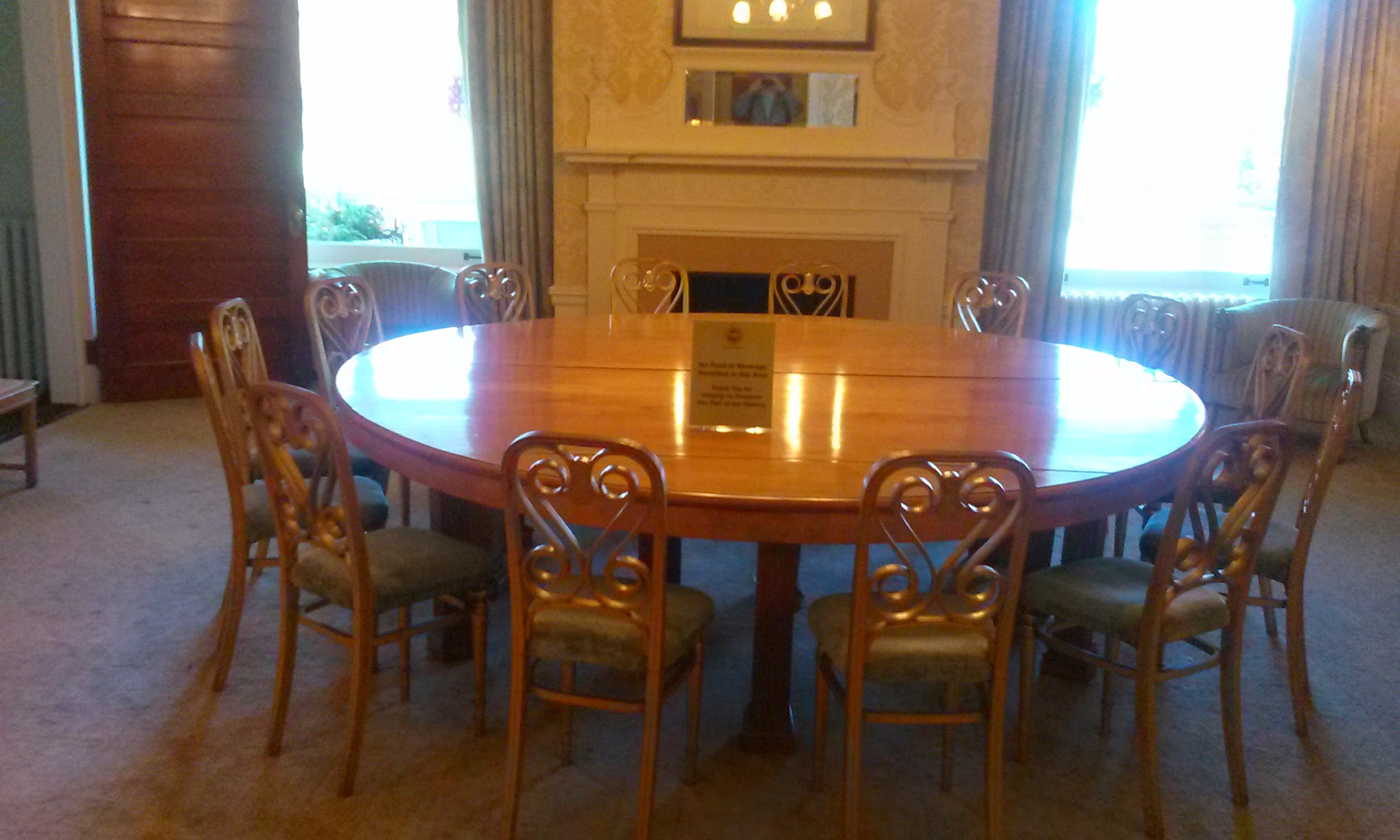
La Sala d'Or a l'Hotel Mount Washington on el Fons Monetari Internacional i el Banc Mundial es van crear

Tot i que molts països van ser representats a la Conferència de Bretton Woods, els Estats Units i Regne Unit eren el més destacats en presència i van dominar les negociacions.:52–54

### 1944–1969
Abans de 1969, la reconstrucció i els préstecs al desenvolupament proporcionats pel Banc Mundial eren relativament petits. El personal del Banc era conscient de la necessitat de generar confiança en el banc. Governava un conservadorisme fiscal, i les peticions de préstecs seguien criteris estrictes.:56–60
El primer país a rebre un préstec del Banc Mundial va ser França. El president del Banc de l'època, John McCloy, va escollir França per sobre dels altres sol·licitants: Polònia i Xile. El préstec era de 250 milions de dòlars, la meitat de la quantitat demanada, i estava acompanyat de condicions molt estrictes. França va acceptar per aconseguir un pressupost equilibrat i va haver de prioritzar el reemborsament d'aquest deute per davant del d'altres governs. El Banc Mundial va controlar de prop l'ús dels fons per assegurar que el govern francès acomplia les condicions. A més a més, abans d'aprovar el préstec, el departament d'estat dels Estats Units va exigir al govern francès que haurien de ser apartats aquells membres associats al Partit Comunista. El govern francès va acomplir l'exigència i va treure el partit comunista del govern de coalició. El préstec a França va ser aprovat en qüestió d'hores.:288, 290–291
Quan es va desplegar el Pla Marshall l'any 1947, molts dels països europeus van començar a rebre ajuts d'altres fonts. Enfrontat amb aquesta competència, el Banc Mundial va canviar el seu focus a països extraeuropeus. Fins que l'any 1968, els seus préstecs estaven consignats per a la construcció d'infraestructures que produeixin ingressos, com ports, xarxes d'autopista, i plantes d'energia, que generarien prou ingrés per habilitar al país a retornar el préstec.

### 1968–1980
De 1968 a 1980, el banc es va concentrar a satisfer les necessitats bàsiques de les persones en el món en desenvolupament. La mida i el nombre de préstecs a prestataris es va incrementar en gran manera com a préstecs orientats a ampliar les infraestructures dels serveis socials i altres sectors.
Aquests canvis cal atribuir-los a Robert McNamara, qui va ser designat a la presidència el 1968 per Lyndon B. Johnson.:60–63 McNamara va demanar el tresorer del banc, Eugene Rotberg, a buscar noves fonts de capital més enllà dels bancs del nord que havien estat les fonts primàries habituals. Rotberg va utilitzar el mercat de bons global per augmentar el capital disponible al banc. Una conseqüència d'aquest període d'atenuació de la pobresa va ser un augment ràpid del deute del tercer món. De 1976 a 1980 el deute mundial del món en desenvolupament va augmentar a un índex anual mitjà del 20%.
El 1980, el Tribunal administratiu del Banc Mundial es va crear per decidir en les disputes entre el Grup Banc Mundial i el seu personal en les al·legacions d'incompliment de contractes d'ocupació o dels termes dels acords.

### 1980–1989
El 1980, McNamara va ser succeït per Alden W. Clausen candidat del president dels Estats Units, Jimmy Carter. Va reemplaçar molts membres de l'equip de McNamara i va instituir un nou enfocament ideològic. La seva decisió de 1982 de reemplaçar l'economista en cap del banc, Hollis B. Chenery, per Anne Krueger era una indicació d'aquest nou enfocament. Krueger es va destacar per la seva crítica sobre el finançament al desenvolupament i per descriure els governts del Tercer Món com "estats buscadors de rendes".
Durant els anys 1980, el banc va posar l'accent en els préstecs per pagar el deute del Tercer Món, i les polítiques d'ajust estructural dissenyades per optimitzar les economies de les nacions en desenvolupament. A final de la dècada de 1980, l'UNICEF va informar que els programes d'ajustament estructurals del Banc Mundial havien estat responsables de la "disminució de la salut, dels nivells nutritius i educatius de desenes de milions de nens d'Àsia, Llatinoamèrica, i Àfrica".

### 1989–present
A començament de 1989, en resposta a la dura crítica de molts grups, el banc va començar a incloure grups mediambientals i ONGs en els seus préstecs per mitigar els anteriors efectes de les seves polítiques de desenvolupament que havien generat les crítiques.:93–97 També va crear una agència per a implementar, d'acord amb el Protocol de Montreal, les mesures de protecció de la capa d'ozó i de l'atmosfera terrestre reduint en un 95% l'ús de substàncies químiques que exhaureixen ozó, amb el 2015 com a data objectiu. Des de llavors, d'acord amb els seus coneguts com "Sis Temes Estratègics," el banc ha aplicat diverses polítiques addicionals a efectuar per conservar l'entorn alhora que es promou el desenvolupament. Per exemple, el 1991, el banc va anunciar que per protegir contra la desforestació, especialment de l'Amazonia, no finançaria cap desenvolupament comercial o projecte d'infraestructura que fan malbé el medi ambient.
Per tal de promoure béns públics globals, el Banc Mundial intenta controlar les malalties contagioses com la malària, repartint vacunes a diverses parts del planeta i unint forces per combatre-les. El 2000, el banc va anunciar una "guerra a la SIDA", i el 2011, el Banc va unir la Societat per Aturar la Tuberculosi.
En aquesta línia, el 2010 va llençar un projecte a les Seychelles per promoure el turisme local anomenat MAGIC. Aquest va ser continuat pel projecte TIME, llançat el 2012.
Tradicionalment, i per un acord tàcit entre Estats Units i Europa, el president del Banc Mundial sempre ha estat seleccionat entre els candidats dels Estats Units.
El 23 de març de 2012, el president dels EUA Barack Obama va anunciar que els Estats Units nomenarien Jim Yong Kim com a president del Banc. Jim Yong Kim va ser elegit el 27 d'abril de 2012.

## Estructura del Banc Mundial
L'organització té oficines en 109 països i més de 10.000 empleats en nòmina (entesos com a personal "staff", i aproximadament altres 5000 que serveixen de manera temporal o com a consultors). La suma de l'assistència del Banc Mundial als països en desenvolupament l'any 2002 va ser de 8.100 milions de dòlars nord-americans i 11.500 milions addicionals en crèdits atorgats per a un període de 35 a 40 anys, amb 10 anys addicionals de gràcia.

## Grup del Banc Mundial
El Banc Mundial no s'ha de confondre amb Grup del Banc Mundial de les Nacions Unides, un membre del Consell Econòmic i Social de l'ONU i alhora una família de cinc organitzacions internacionals (el Banc Internacional per a la Reconstrucció i el Desenvolupament (BIRD), l'Associació Internacional per al Desenvolupament (AID), la Corporació Financera Internacional (CFI), l'Agència Multilateral de Garantia d'Inversions (OMGI) i el Centre Internacional d'Arranjament de Diferències Relatives a Inversions (CIADI) que fan préstecs apalancats als països pobres:
El Grup del Banc Mundial està integrat per:
- El Banc Internacional per a la Reconstrucció i el Desenvolupament (conegut amb les sigles IBRD, en anglès), amb 188 països membres. Creat el 1945, té com a objectiu aconseguir la reducció de la pobresa als països en vies de desenvolupament i d'ingressos mitjans amb capacitat creditícia, brindant-los assessoria financera en matèria de gestió econòmica. Sens dubte és la principal branca del GBM, i cal pertànyer a ell per poder ser membre de qualsevol dels següents organismes.
- L'Associació Internacional de Foment (AIF, 172 països membres). Creada el 1960, els seus membres són els qui realitzen aportacions que permeten que el Banc Mundial (BM) proporcioni entre 6.000 i 7.000 M. de dòlars anuals en crèdits, gairebé sense interessos, als 79 països considerats més pobres. La AIF té un paper important perquè molts països, anomenats “en vies de desenvolupament”, no poden rebre finançaments en condicions de mercat. Aquesta associació proporciona diners per a la construcció de serveis bàsics (educació, habitatge, aigua potable, sanejament), impulsant reformes i inversions destinades en fomentar l'augment de la productivitat i l'ocupació.
- La Corporació Financera Internacional (CFI, 184 països membres). Creada el 1956, aquesta corporació està encarregada de promoure el desenvolupament econòmic dels països a través del sector privat. Els socis comercials inverteixen capital per mitjà d'empreses privades als països en desenvolupament. Dins de les seves funcions es troba atorgar préstecs a llarg termini, així com donar garanties i serveis de gestió de riscos per als seus clients i inversors.
- L'Organisme Multilateral de Garantia d'Inversions (OMGI, 180 països membres). Creat el 1988, aquest organisme té com a meta promoure la inversió estrangera en països subdesenvolupats, encarregant-se d'atorgar garantia als inversors contra pèrdues ocasionades per riscos no comercials com: expropiació, inconvertibilitat de moneda, restriccions de transferències, guerres o disturbis.
- El Centre Internacional d'Arranjament de Diferències Relatives a Inversions (CIADI, 158 països membres). Creat el 1966. El CIADI té com a meta principal cuidar la inversió estrangera als països, en proporcionar-li serveis internacionals de conciliació i arbitratge de diferències. Aquesta institució compta amb una forta àrea de recerca que publica temes sobre legislació internacional i nacional (d'acord amb el país), en matèria d'inversions.

La CFI i el OMGI, compten a més amb l'Oficina del Ombudsman i Assessor (CAO) que té funcions d'assessoria independent i d'atenció de les reclamacions formulades per comunitats afectades.
Junta de governadors
Cada país membre està representat a la Junta de Governadors, ells tenen la facultat per prendre les decisions finals del Banc. Dins de les seves funcions es troba admetre o suspendre a països membres, fer autoritzacions financeres i pressupostos, així com determinar la distribució dels ingressos del BIRF.
Els governadors es reuneixen anualment o quan una majoria representant, almenys dos terços dels vots totals, ho requereixi. La durada del seu càrrec s'estipula per cinc anys amb dret a la reelecció. La Junta participa juntament amb els Directors Executius en l'elecció del president del Banc.
La Junta de Governadors delega la responsabilitat de projectes i decisions als Directors Executius amb excepció de: admetre nous membres, augmentar o disminuir el capital per accions del Banc, suspendre a un membre, i determinar la distribució de les entrades netes al Banc.

### Director Executiu
Els Directors Executius tenen com a meta desenvolupar els projectes i dur a terme l'operació i conducció del Banc. El Directori està constituït per 12 directors executius titulars i 12 suplents (aquests últims participen en la presa de decisions, però no tenen dret a vot), la seva elecció es dona cada dos anys. A partir de l'1 de novembre de 2010, es va incrementar el nombre de directors a 25. L'augment en el nombre de directors executius triats requereix la decisió de la Junta de Governadors per una majoria de 80% del dret de vot total. Abans de l'1 de novembre de 1992, hi havia 22 directors executius, 17 dels quals eren elegits. El 1992, en vista del gran nombre de nous membres que es van incorporar al Banc, aquesta quantitat va pujar a 20. Els dos nous escons, Rússia i un grup nou entorn de Suïssa, van fer que el nombre total s'incrementés a 24. El nombre va augmentar en un, sumant 25, a partir de l'1 de novembre de 2010.
Els cinc membres amb major nombre d'accions (actualment Estats Units, Japó, Alemanya, França i Regne Unit) designen a cinc directors executius. Xina, la Federació de Rússia i Aràbia Saudita trien el seu propi director executiu. Els altres son nomenats pels altres membres. La distribució del dret a vot varia d'un organisme a un altre dins del grup del Banc Mundial.

### President
El president del BM és triat pels seus membres i presideix al Directori Executiu, però sense dret a vot. Dins de les seves funcions es troba conduir els negocis, organitzar, nomenar i destituir als funcionaris i empleats del Banc, jugant un paper de cap de personal.
Llista de presidents
- Eugene Meyer, 1946
- John J. McCloy, 1947 - 1949
- Eugene R. Black, 1949 - 1963
- George D. Woods, 1963 - 1968
- Robert S. McNamara, 1968 - 1981
- Alden W. Clausen, 1981 - 1986
- Barber B. Conable, 1986 - 1991
- Lewis T. Preston, 1991 - 1995
- James D. Wolfensohn, 1995 - 2005
- Paul Wolfowitz, 2005 - 2007
- Robert Zoellick, 2007 - 2012
- Jim Yong Kim, 2012 - 2019
- David Malpass, 2019 -

### Consell Consultiu
Dins de l'estructura del Banc es troba el Consell Consultiu integrat per un mínim de set persones nomenades per la Junta de Governadors. A aquest s'integren interessos bancaris, comercials, industrials, agrícoles i del treball amb la finalitat d'assessorar al Banc en assumptes de política general. Aquests consellers mantenen el càrrec durant dos anys amb dret a reelecció.

## Tipus de préstec
Per mitjà dels seus diferents organismes, descrits anteriorment, el BM gestiona cinc tipus diferents de préstecs, controlant aspectes d'inversions, desenvolupament institucional i polítiques públiques d'aproximadament 150 nacions.
1) Préstecs per a projectes: aquest tipus de préstecs s'atorga per desenvolupar un projecte específic com a carreteres, projectes pesquers, infraestructura en general.
2) Préstecs sectorials, via BIRF i AIF: aquests préstecs governen tot un sector de l'economia d'un país, és a dir, energia, agricultura, etcètera. Aquests comporten condicions que determinen les polítiques i prioritats nacionals per a aquest sector.
3) Préstecs Institucionals: aquests serveixen per a la reorganització d'institucions governamentals amb la finalitat d'orientar les seves polítiques cap al lliure comerç i obtenir l'accés sense restriccions, de les empreses transnacionals (ETN), als mercats i regions. D'altra banda serveixen per canviar les estructures governamentals sense aprovació parlamentària, sota les directrius del Banc.
4) Préstecs d'ajust estructural: aquest tipus de préstecs, va ser creat teòricament per alleujar la crisi del deute extern amb la finalitat de convertir els recursos econòmics nacionals en producció per a l'exportació i fomentar l'entrada de les empreses transnacionals en economies restringides. Els països del sud han experimentat aquests ajustos i les consegüents mesures d'austeritat.
5) Préstecs a fons Perdut: Aquest tipus de préstec, va ser creat com a manera de canvi monetari sense tornada, un prestador no rep de nou aquests diners prestats.
L'any 1993 el BIRF marcava com els seus majors prestataris per ordre descendent a: Mèxic, Índia, Brasil, Indonèsia, Turquia, Xina, Filipines, Argentina, Corea, Colòmbia, el Marroc i Nigèria. Els préstecs del BIRF es negocien de forma individual, inclouen un període de cinc anys sense necessitat d'amortització; després els governs prestataris disposen d'un termini de 15 a 20 anys per amortitzar el deute als tipus d'interès del mercat. El Banc mai reestructura el deute ni cancel·la un préstec. Per la seva influència en fonts públiques i privades el Banc figura entre els primers llocs de creditors dels seus clients.

## Crítiques
El Banc Mundial sempre ha estat criticat per organitzacions no governamentals, com ara el grup de drets dels indígenes Survival International i acadèmics, inclòs el seu ex economista en cap Joseph Stiglitz, Henry Hazlitt i Ludwig Von Mises. Henry Hazlitt va argumentar que el Banc Mundial, juntament amb el sistema monetari, va ser dissenyat (quan ells l'havien defensat) per promoure una inflació mundial continguda i "un món en el qual el comerç internacional fos regit per l'estat". Stiglitz va sostenir que les anomenades polítiques de reforma del mercat lliure que defensava el Banc sovint eren perjudicials per al desenvolupament econòmic si s'aplicaven malament, massa ràpid ("teràpia de xoc"), en una seqüència equivocada o en economies competitives febles.
Una de les crítiques més fortes al Banc Mundial ha estat la forma en què es regeix. Si bé el Banc Mundial representa 188 països, està dirigit per un petit nombre de països econòmicament poderosos. Aquests països (que també proporcionen la major part del finançament de la institució) trien la presidència i l'alta direcció del Banc Mundial, així els seus interessos dominen el banc.:190 190 Tito Alexander sosté que el poder de vot desigual dels països occidentals i del Banc Mundial, respecte als països en desenvolupament, fa que el seu paper sigui similar al del Banc Sud-africà pel Desenvolupament sota l'apartheid i, per tant, un dels pilars de l'apartheid global.:133–141
En la dècada de 1990, el Banc Mundial i el FMI van forjar el Consens de Washington, unes polítiques que van incloure la desregulació i la liberalització dels mercats, la privatització i la reducció del poder dels governs. Tot i que el Consens de Washington va ser concebut com una política per promoure un millor desenvolupament, va ser criticat per ignorar l'equitat, l'ocupació i com s'havien dut a terme reformes com la privatització. Joseph Stiglitz argumenta que el Consens de Washington va posar massa èmfasi en el creixement del PIB, i no prou en la permanència del creixement o de si el creixement contribuïa a elevar el nivell de vida.:17
El Comitè del Senat dels Estats Units de Relacions Exteriors va elaborar un informe crític amb el Banc Mundial i altres institucions financeres internacionals per centrar-se massa "en l'emissió de préstecs en lloc d'en l'assoliment de resultats concrets de desenvolupament dins d'un període definit", i va demanar a la institució "enfortir els esforços contra la corrupció".
Les crítiques al Banc Mundial sovint prenen la forma de protestes com en els esdeveniments recents: les Protestes d'Oslo del 2002 al Banc Mundial, la Rebel·lió d'Octubre i la Batalla de Seattle. Aquestes manifestacions s'han produït en tot el món, fins i tot entre el poble brasiler kayapó.
Una altra font de crítica ha estat la tradició de tenir un president nord-americà. Es va implementar a causa del fet que els Estats Units proporcionen la major part del finançament del Banc Mundial. "Quan els economistes del Banc Mundial visiten els països pobres per dispensar ajuda monetària i consells", va observar The Economist en 2012, "diuen rutinàriament als governs que han de rebutjar l'amiguisme i que el millor candidat disponible ocupi cada treball important. És un bon consell. El Banc Mundial l'hauria de prendre".